# No One Needs to Know
«No One Needs to Know» — песня канадской певицы Шанайи Твейн, шестой сингл с её второго студийного альбома The Woman in Me (1995). Сингл имел успех в Канаде и США (№ 1 в Hot Country Songs).

## История
Песня вышла 15 мая 1995 года. Сингл был коммерчески успешным; он достиг 1 места в Канадском кантри-чарте и 1 места в Billboard Hot Country Songs (США, 4-й чарттоппер в карьере певицы и третий с альбома, после «Any Man of Mine» и «You Win My Love»).
Песня получила положительные отзывы музыкальной критики и интернет-изданий: Billboard.
Видео было снято Steven Goldmann. Премьера видеоклипа состоялась 15 мая 1995 года на канале CMT.

## Чарты и сертификации
| Чарт (1996)                       | Высшая позиция |
| --------------------------------- | -------------- |
| Канада (RPM Country Tracks)       | 1              |
| США (Billboard Hot Country Songs) | 1              |

### Итоговые годовые чарты
| Чарты (1996)                 | Позиция |
| ---------------------------- | ------- |
| Canada Country Tracks (RPM)  | 8       |
| US Country Songs (Billboard) | 7       |